# Lerista robusta
Espèce
Lerista robusta est une espèce de sauriens de la famille des Scincidae.

## Répartition
Cette espèce est endémique d'Australie-Occidentale en Australie.

## Publication originale
- Storr, 1990 : A new member of the Lerista bipes group (Lacertilia: Scincidae) from the Kimberley. Records of the Western Australian Museum, vol. 14, no 4, p. 439-442 (texte intégral).